# NGC 1379
NGC 1379 é uma galáxia {{{typ}}} localizada na direcção da constelação de Fornax. Possui uma declinação de -35° 26' 27" e uma ascensão recta de 3 horas, 36 minutos e 03,8 segundos.
A galáxia NGC 1379 foi descoberta em 25 de Dezembro de 1835 por John Herschel.